# Мужчина по вызову 2
«Мужчина по вызову 2» (англ. Deuce Bigalow: European Gigolo, рус. «Дюс Бигалоу: Европейский жиголо») — кинокомедия 2005 года. Картина является сиквелом фильма «Мужчина по вызову». Премьера фильма в США состоялась 6 августа 2005 года.

## Сюжет
Дьюс Биглоу — чистильщик аквариумов — уже полагал, что его карьера жиголо благополучно закончилась навсегда. Но его бывший сутенёр (Ти-Джей Хикс) заставляет Дьюса взяться за старое.
Дьюс вынужден вернуться к своей «профессии» в ситуации, когда Ти-Джея обвиняют в причастности к серии убийств, причём жертвами становятся самые знаменитые жиголо Европы. Дьюс отправляется инкогнито в Амстердам с тем, чтобы очистить доброе имя друга от подозрений. По ходу своего расследования он вступает в противоборство с могучим европейским «Обществом доступных мужчин» и опять сталкивается с целой оравой не совсем уравновешенных дамочек…

## В ролях
| Актёр           | Роль                 |
| --------------- | -------------------- |
| Роб Шнайдер     | Дьюс                 |
| Эдди Гриффин    | Т.Д.Хайс             |
| Йерун Краббе    | Гаспар Вурсбух       |
| Тиль Швайгер    | Хайнц Хаммер         |
| Дуглас Силлс    |                      |
| Карлос Понсе    | Родриго              |
| Чарльз Китинг   | Джан-Карло           |
| Ханна Вербом    | Ева                  |
| Костас Соммер   | Ассопопулюс Мариолис |
| Бастиан Рейджес |                      |
| Келли Брук      | девушка с картины    |
| Миранда Рэйсон  | Светлана             |
| Ариджа Барейкис | Кейт                 |
| Зои Тэлфорд     | Лилу                 |

## Съёмочная группа
- Режиссёр — Майк Бигелоу
- Продюсер — Джон Шнайдер, Адам Сэндлер
- Сценарий — Харрис Голдберг, Роб Шнайдер, Дэйв Гаррет
- Композитор — Джон Дебни
- Оператор — Майк Фелперлоан

## Награды
- Фильм номинировался на «Золотую малину»:
  - Худший фильм
  - Худшая игра актёров
  - Худший ремейк или сиквел
  - Худший актёр (Роб Шнайдер)
- Фильм завоевал «Золотую малину»:
  - Худший актёр (Роб Шнайдер)

## Саундтрек
1. Yngwie Malmsteen — Handel — Royal fireworks music — overture
2. The Tubes — She"s a Beauty
3. The Pixies — Here Comes Your Man
4. The Moody Blues — Nights in White Satin
5. Rachel Stevens — I Said Never Again
6. Pretty Ricky — Grind with Me
7. Poison — Every Rose Has Its Thorn
8. O-Zone — Ma Ya Hi (English Version Valentin Remix Radio Edit)
9. Dr. Selflove — Better Things
10. Ben Lee — Catch My Disease
11. Autobahn — Peter Peas McEvilley
12. All American Rejects — Dirty little secret

## Кассовые сборы
Кассовые сборы фильма в США — 22 400 154 $